# パブロ・ムニョス
パブロ・ムニョス・クレスポ（Pablo Muñoz Crespo、2003年9月4日 - ）は、スペイン・マドリード州サン・セバスティアン・デ・ロス・レイエス出身のサッカー選手。デポルティーボ・ラ・コルーニャ所属。ポジションはミッドフィールダー。

## クラブ経歴
マドリード州のサン・セバスティアン・デ・ロス・レイエスに生まれ、2018年にラージョ・バジェカーノのカンテラに入団した。2022-23シーズン開幕前、クラブと自身初のプロ契約を結ぶと同時にBチームへの昇格が決定すると、2022年10月18日、プリメーラ・ディビシオンのアトレティコ・マドリード戦にて、アルバロ・ガルシアとの途中交代でトップチームデビューを果たした。
2023年9月1日、デポルティーボ・ラ・コルーニャに2年契約で移籍した。